# Leuckartiara neustona
Leuckartiara neustona is een hydroïdpoliep uit de familie Pandeidae. De poliep komt uit het geslacht Leuckartiara. Leuckartiara neustona werd in 2004 voor het eerst wetenschappelijk beschreven door Xu & Huang. 